# Liste de théâtres et salles de spectacle de la ville de Québec
Pour un article plus général, voir Québec (ville).
Québec compte de nombreux théâtres et salles de spectacle.

## Arrondissement Les Rivières
- LaScène Lebourgneuf
- centre d'art La Chapelle

## Arrondissement La Cité-Limoilou
- Grand Théâtre de Québec
- Grizzly Fuzz
- Impérial Bell
- Palais Montcalm
- Le Pantoum
- Petit Théâtre de Québec
- Premier Acte
- Salle Arquemuse
- Salle Jean-Paul-Tardif (Collège Saint-Charles-Garnier)
- Salle Syvlain-Lelièvre (Cégep Limoilou)
- Théâtre de la Bordée
- Théâtre Périscope
- Théâtre du Trident
- Théâtre du Conservatoire d'art dramatique de Québec
- Théâtre Capitole
- Théâtre des Confettis
- Théâtre Pupulus Mordicus
- Théâtre Petit Champlain
- Théâtre Blanc
- Théâtre de sable
- Théâtre des Fonds de Tiroirs
- Théâtre du Gros Mécano
- Théâtre du Palier
- Théâtre de recherche le contre-courant
- Théâtre jeunesse Les Gros Becs
- Théâtre Les Enfants Terribles
- Théâtre Niveau Parking
- Théâtre Sortie de secours
- Théâtre de l'Aubergine
- Théâtre Les Trois Sœurs
- Salle multi de Méduse

## Arrondissement Sainte-Foy–Sillery–Cap-Rouge
- Salle Albert-Rousseau
- Salle Dina-Bélanger
- Théâtre de la cité universitaire, Université Laval
- Théâtre de Poche, Université Laval

## Arrondissement Charlesbourg
- Théâtre du Sous-Marin jaune